# Filipinas, Ahora Mismo
Filipinas, Ahora Mismo fue un programa de radio que se emitió en Filipinas íntegramente en lengua española entre marzo de 2007 y septiembre de 2009. Tuvo un carácter eminentemente cultural, educativo e informativo y fue una idea de la Asociación de la Prensa de Cádiz (España), dentro de su proyecto Cádiz 2012, y de la colaboración y apoyo de Radio Manila, cuya frecuencia (1278 kHz) y locales dio cobijo.
En el proyecto también colaboran la Agencia Española de Cooperación Internacional para el Desarrollo (AECID) y el Instituto Cervantes.
Su programación consistió en sesiones de una hora de duración durante cinco días a la semana, de lunes a viernes.
Este proyecto tuvo mucho que agradecer a los profesionales José Vicente Fábregas Vibar, más conocido como Bon Vibar y José Ricardo Molina, así como a todos los estudiantes y otros profesionales filipinos amantes del español y del acercamiento cultural entre los pueblos.

## Importancia de este programa
La importancia de este programa para la cultura y el idioma español en Filipinas, donde habían ido perdiendo terreno hasta casi desaparecer, radica en ser un importante impulso y un reconocimiento vivo del creciente interés y tímido renacimiento del español en este país asiático, donde los jóvenes están redescubriendo una cultura y un idioma que no les son ajenos.
Debido a su positiva acogida, en la fuerte franja horaria de 12 a 13 horas, parece posible un mantenimiento e incluso una ampliación de las emisiones.

## Distribución/Estructura del programa
Distribución de las sesiones y personas que las han dirigido con sus voces:
Participación de los directores del proyecto en las sesiones iniciales:
Bon Vibar (Sesiones 1-5)
José Ricardo Molina (Sesión 1)
Distribución habitual de las sesiones:
- Sesión 1 (marzo de 2007 - septiembre de 2007):

Theresa José, Camille Tan y Christine Cruz Rávago
- Sesión 2 (septiembre de 2007 - marzo de 2008):

Armis Obeña Bajar, María Mendoza, Mónica Rodriguez, Mark Jason Villa y Christine Cruz Rávago
- Sesión 3 (marzo de 2008 - septiembre de 2008):

Richard Allan Aquino, José Juan Ramírez de Cartagena, Fernando Gómez de Liaño, Stephanie Palallos y Christine Cruz Rávago
- Sesión 4 (septiembre de 2008 - marzo de 2009):

Javier Escat, Cheryll Ruth Ramírez, Marlon James Sales, Carmen Tejada y Christine Cruz Rávago
- Sesión 5 (marzo de 2009 - septiembre de 2009):

Armis Obeña Bajar, Mónica Rodriguez, Theresa José, José Juan Ramírez de Cartagena y Christine Cruz Rávago
- Sesión 6 (septiembre de 2010 - febrero de 2011)

Carlos Juan, Hannah Alcoseba, Francis Juen, Wilbert Sasuya, y Francis Atayza